# Thunnus atlanticus
O atum-barbatana-negra, atum-negro, albacora, albacorinha ou albacora-negra (Thunnus atlanticus) é o menor atum do gênero Thunnus, geralmente crescendo até um máximo de 100 cm de comprimento e pesando 21 kg. Este tem um corpo fusiforme, com uma «cinta», uma banda de escamas maiores formando um círculo em volta do corpo, localizada a seguir à cabeça, é pequena e quase não se vê. Possuem um dorso preto com um leve amarelo nas barbatanas e amarelo nas laterais do corpo.
O atum-negro caça tanto epipelágicos (de superfície) como mesopelágicos (águas mais profundas). Eles também comem crustáceos, como camarões, caranguejos, anfípodes, estomatópodes e larvas de decápodes. 
São espécies de vida curta e de crescimento rápido, tanto que, um peixe de 5 anos seria considerado velho. Atingem a maturidade sexual aos 2 anos de idade e desovam em mar aberto durante o verão. O atum negro é um peixe de águas mais quentes, preferindo temperaturas da água acima de 20 ° C (68 ° F).

## Distribuição
O Thunnus atlanticus pode ser encontrado em águas costeiras com temperatura acima de 20°C. É uma espécie epipelágica, frequentemente encontrada sobre recifes, baías e offshore. Às vezes ocorre em grandes cardumes, muitas vezes com atum Skipjack (Katsuwonus pelamis) . 
Eles podem ser encontrados no Atlântico ocidental entre Martha's Vineyard em Massachusetts, e o Brasil, e também no Mar do Caribe e no Golfo do México.Tabem ja chegaram a ser encontrados alguns nos Açores

## Morfologia
O Thunnus atlanticus tem um corpo fusiforme, com um dorso preto, um leve amarelado nas barbatanas e amarelo nas laterais do corpo. Possuem  2 barbatanas dorsais, com um total de 13 espinhos e 14 a 15 raios, 2 barbatanas peitorais, 1 de cada lado, 1 barbatana anal, sem espinhos mas com 13 a 14 raios, 1 barbatana pelvica e uma barbatana caudal e um total de 39 vértebras.
Em geral, este indivíduos possuem um comprimento médio de 61,1 cm para fêmeas e 64 cm para machos. O peso total varia entre 1,00 e 5,00 kg nas fêmeas e 1,45 a 8,40 kg nos machos, para indivíduos capturados no Rio Grande do Norte de setembro de 1999 a janeiro de 2001, dentro de uma faixa de profundidade de 20 a 60 m. O recorde IGFA de caça para esta espécie foi capturado na costa da Flórida e pesava 22,4 kg e o comprimento máximo registado é de 110 cm. 

## Pescas
Este atum é importante para a indústria da pesca comercial e recreativa. Existe uma grande pesca na costa de Cuba e em todas as Caraíbas, onde é comum. Ao redor do sul da Flórida e das Bahamas, a pesca esportiva também é importante devido à proximidade com águas profundas. Este atum é altamente considerado por sua capacidade de luta. A carne é de excelente qualidade alimentar e é comercializada fresca, seca e salgada, enlatada e congelada. Ao largo de Cuba é capturado com varas e isca viva, enquanto em outros lugares é capturado por arrasto e pesca à deriva.
Esta espécie é capturada principalmente por pesca de arrasto ou palangre à deriva com isca viva com a assistência de dispositivos de agregação de peixes (FADs - Fish aggregation devices), que são usados para aumentar a captura desta espécie. Os machos são capturados com mais frequência do que as fêmeas, tanto que, num relatório, os machos constituíram 80% da captura . A maior pescaria para esta espécie situa-se na costa sudeste de Cuba. Estes peixes também são alvo da pesca artesanal manual e de linha no nordeste do Brasil . Esta espécie também pode ser captura acessória na pesca do atum albacora (Thunnus albacares).  
Há também uma importante pesca desportiva na Flórida e nas Bahamas. 
Três das principais pescarias (Cuba, República Dominicana e Martinica) deixaram de relatar dados de desembarque para esta espécie. 
Capturas de Thunnus atlanticus sao relatadas em toda a costa nordeste brasileira pela pesca artesanal, com capturas por estado da seguinte forma: Bahia (57,6%), Rio Grande do Norte (23,7%), Alagoas e Pernambuco (17,7%) , Ceará (0,8%) e Piauí (0,1%). Há uma concentração anual desta espécie ao longo do litoral sul do Estado do Rio Grande do Norte durante a segunda metade do ano, o que aumenta sua captura pela frota artesanal . É pescado em todo o litoral central brasileiro (do sul da Bahia ao norte do estado do Rio de Janeiro) por arrasto e pesca por linha de mão. Também é capturado pela pesca desportiva no litoral do Estado de São Paulo. 

## Habitat e Ecologia
Esta especie alimenta-se principalmente de peixes, lulas e crustáceos. 
Ao redor da Flórida, a época de desova estende-se de abril a novembro, com pico em maio, enquanto no Golfo do México a desova aparentemente ocorre entre junho e setembro. No Brasil, os picos de desova ocorrem em novembro e dezembro. 
Esta espécie migra para a Baía Formosa para desovar de outubro a janeiro. Durante a época de desova, há uma concentração anual de Thunnus atlanticus ao longo da costa sul do Rio Grande do Norte durante a segunda metade do ano. 
A razão sexual para esta espécie é de 2,1:0,5, com maior abundância de machos. Foram também relatadas capturas de Thunnus atlanticus de 36 a 89 cm ao longo da costa nordeste brasileira entre 1998 e 2000. 
O comprimento médio estimado para maturação gonadal é de 51 cm de comprimento total (CT) para as fêmeas e a fecundidade absoluta mostra uma média de 1.5 milhões de oócitos para espécimes capturadas no Rio Grande do Norte, Brasil. É relatado ainda um tamanho na primeira maturação de 49,2 cm (TL) para fêmeas e 51,3 cm (TL) para machos. Existem dados de marcação do Mecanismo Regional de Pesca das Caraíbas (CRFM) para esta espécie (787 indivíduos) que indicam que não há comportamento migratório havendo evidências de diferenciação genética entre os stocks do Golfo do México e do Atlântico Noroeste. O tamanho máximo registado é de 100 cm e o recorde de pesca é de um peixe de 22,39 kg, capturado em Marathon.